# Matilde Espinosa
Matilde Espinosa de Pérez, conocida como Matilde Espinosa (Tierradentro Huila, Cauca, 25 de mayo de 1910-Bogotá, 19 de marzo de 2008). fue una poeta colombiana reconocidas en el país y considerada como una de las fundadoras de la poesía contemporánea. Sus obras cargaban un gran contenido social y de indignación por la condición humana y el sufrimiento inútil. En esta también contrasta la belleza de los paisajes y de la naturaleza, y por otra parte, se refiere a la sumisión de la mujer derivada del patriarcado. Abogaba por los desprotegidos y hacía un retrato literario de la violencia individual y colectiva de Colombia al igual que del desarraigo, el dolor de sus hijos y su sensibilidad y transparencia ante el mundo que la rodeaba. Falleció a los 97 años dejando atrás catorce libros de poesía.

## Biografía
Espinosa nació en Tierradentro, donde permaneció hasta los 6 años cuando su familia se radicó en Santander de Quilichao y más tarde en Popayán. Pasó la mayor parte de su infancia junto al volcán del Huila, Su madre trabajaba como maestra rural y pertenecían a una familia pobre la cual vivía entre indígenas, lo que hizo que Matilde nunca notara la diferencia de estratos socioeconómicos a su alrededor y menos del país, sino hasta tiempo después. Adicionalmente, su infancia fue de total aislamiento y esto la marcó por el resto de su vida dejándole enseñanzas sobre los valores de la cultura a la que pertenecía. Al estar rodeada de indígenas muchas de sus primeras palabras fueron en lengua Páez, un idioma hablado por el pueblo Nasa o Páez, que habita en la zona andina de Colombia, especialmente en el departamento del Cauca. El castellano lo aprendió gracias a su madre la cual le enseñaba este idioma en casa. Gracias a esto desarrolló una mirada trascendental, profunda que emergió de su manera singular al enfrentarse al mundo que la rodeaba.
Creció rodeada de mitos y leyendas entre esas los aborígenes, los duendes, La Llorona y La Patasola. Esto la hizo ser curiosa acerca de las historias de su país y por medio de esto lograr entender algunas de las historias que se contaban del Huila. A los 15 años se fue a vivir a Popayán con su familia donde conoció a Efraím Martínez, quien para el momento ya era un artista plástico, pintor, dibujante y retratista famoso. Dos años después de conocerse se casan y se van a vivir a París gracias a una beca que recibió su marido. Luego de unos años tuvieron a sus dos hijos, Fernando y Manuel José (Manolo). Al regresar a Colombia la vida de casada con Efraím se convirtió imposible, por lo cual tomó la decisión de separarse. Para la época era inaudito el divorcio, especialmente si la iniciativa de dejar a su marido era por parte de la mujer, fue entonces cuando su esposo Efraím la acusó de abandono del hogar y tuvo que irse de Popayán buscando refugio en el Consulado de Chile en Cali, donde no la podían encarcelar ya que la embajada era considerada como territorio Chileno. Fue de esta manera que se libró de terminar presa en la cárcel de la Magdalena. Diecinueve años después de su primer matrimonio con Efraím, en 1948 contrae su segundo matrimonio con quien fue su abogado durante el divorcio, Luis Carlos Pérez. Ella se comunica con él para defender su caso desde el consulado en Cali mientras que él vivía en Popayán, y luego de ganar el caso se conocen y se enamoran.
La desgracia de su primer matrimonio, las muertes prematuras de su hijo y la persecución política a su segundo esposo fueron motivaciones suficientes para llenarla de una carga existencial profunda, la cual comienza a configurarse en sus posteriores publicaciones: Memoria del viento (1987), Estación desconocida (1990), Los héroes perdidos (1994), Señales en la sombra (1996), La sombra en el muro (1997) y La tierra oscura (2003). Sin embargo, luego de separarse decidió seguir un nuevo rumbo. Fue una de las fundadoras de la revista Avanzada Femenina, donde trataban temas como el derecho al voto de la mujer y la consideración de las mujeres como un ciudadano más con los mismos derechos del sexo masculino dentro de la sociedad. Con el transcurso del tiempo se encuentra con un grupo de mujeres comunistas y feministas, quienes la introdujeron a ese nuevo mundo teniendo en cuenta que Matilde nunca tuvo un acercamiento con estos núcleos políticos debido a su crianza, por lo que se dedicó a ayudarlas y lograr sus objetivos. Por otra parte, cabe resaltar  que ha sido incluida en diferentes antologías latinoamericanas y colombianas, y su poesía ha sido objeto de estudio crítico, sus obras también han sido traducidas a diferentes idiomas tales como el inglés y el francés. Matilde no excluía a nadie. Por su casa transitaban: el poeta, el docente, el estudiante, la profesora de escuela, el campesino, el abogado, el hombre de derecha o de izquierda, el ateo o el creyente. Escuchaba a todos y les hablaba a todos les aconsejaba. La casa de Matilde fue un templo de la poesía, por allí transitaron los grandes poetas de las décadas de los 70, 80, 90 y del nuevo siglo. En su casa estuvieron León de Greiff, Enrique Uribe White, Octavio Gamboa o Hernando Santos, pero también estudiantes de literatura, derecho y filosofía. A Matilde la buscaban ya que era como un norte para muchos. Hombres y mujeres la buscaban por su casa en busca de consejos.

## Obras
En sus 50 años de trabajo como escritora publicó más de catorce poemarios en los que retrató la cruda violencia en Colombia durante el siglo XX.
- -Los ríos han crecido (1955 ). Con este inició su carrera como poeta.
- -Por todos los silencios, (1958). Cuando saco este poemario era una épica dramática y de gran conflicto en Colombia donde se veía una ardua persecución política pero donde Matilde nunca tomó partido.
- -Afuera las estrellas (1961),un poemario apasionado y con gran contenido lírico. Pasaron aproximadamente nueve años en hasta su siguiente publicación.
- -Con Pasa el viento (1970) Matilde regresa, pero lastimosamente luego de esta publicación volverían a transcurrir otros cuanto años antes de su próximo poemario.
- -El mundo es una calle larga (1976).
- -Más adelante, el señor Guillermo Martínez González fue el encargado de editar, seleccionar, crear el prólogo y notas del volumen antológico del siguiente poemario de Espinosa el cual sería La Poesía de Matilde Espinosa (selección 1980). Obra que sintetizaría el contenido de todos los libros anteriores de la escritora.
- -Posterior a esto se publicó Memoria del viento (1987) Estación desconocida (1990), y luego Los héroes perdidos (1994).
- -Señales en la sombra (1996) fue el décimo libro que escribió Matilde Espinosa. Este tiene un valor muy especial ya que completa la bibliografía de esta autora teniendo en cuenta que tiene un contenido religioso que hace referencia a lo espiritual, convirtiéndose así en un libro al cual las personas acuden cuando están buscando un consejo, o simplemente una voz de aliento debido al lenguaje de amor, amistad y justicia para las mujeres con el que Espinosa se expresa.
- -Siguiendo con sus obras, publicó  La sombra en el muro (1997) y por último La tierra oscura en 2003.

En el poema ¿Dónde estarán? el cual hace parte del poemario El mundo es una calle larga (1976) cuestiona la muerte que ha perseguido a Colombia durante años dando a entender cómo el país ha vivido en guerra durante más de 50 años y esto ha traído consecuencias a muchas familias que viven en lugares donde están expuestos al conflicto armado constantemente.   
"cómo hemos de entender / esto que el
hombre llama muerte: / pequeño tramo, / o
campo abierto…/ Nos arrimamos al recuerdo/
y a la orfandad de las palabras / buscando
rastros en las cosas…/ Todos llevamos
nuestra muerte / como el vestido de fiesta, /
sin conocidos, sin encuentros / y con la
angustia de estar solos."
Además, el poema Los héroes perdidos, del poemario Los héroes perdidos (1994) plasma la vida de cada campesino, hijo, padre y hermano desaparecido o muerto en Colombia con la finalidad de darle entender a las personas el impacto social que ha generado el conflicto armado en el país.
"Cada brazo de tierra / con su vivienda sola, /
donde sufre la sangre silenciada, / me ciñe a
la figura / de los héroes anónimos…/ Aunque
nunca regresen sus acentos, / su corazón y
su latido, / es presencia constante, / y tambor
bajo el cielo."
Otro poema icónico de la poeta Matilde Espinosa es La nube blanca, dedicado a su hijo Fernando, fallecido en un accidente automovilístico cerca a Popayán,  del poemario Los héroes perdidos (1994) dedicado a su hijo Manolo, asesinado en Popayán. Este poema marca a la escritora ya que expresa el dolor más profundo que puede sentir un ser humano, la muerte de un hijo.
"Por qué te adelantaste / hijo mío, a mi paso
final, / quizá ignorabas que este dolor / no
tiene semejante / ni cabe en las palabras…/
La soledad partera de la muerte / debió apagar
las pupilas plenas de soles / y cielos
errabundos. / Debió cerrarte las pupilas / que
me siguen buscando / en este laberinto donde
acuno / tu sombra. / En la nube más
blanca / te devuelvo a la infancia / y te sigo
esperando."

## Premios
En el transcurso de su vida recibió varios premios y condecoraciones a raíz de todo su trabajo literario, entre los cuales están los siguientes premios: Homenaje Nacional: XVI Encuentro de Poetas colombianas, Museo Rayo, 2000; Homenaje XX Encuentro internacional de escritores de Chiquinquirá, Boyacá 1999; Condecoración Gran Orden del Ministerio de Cultura a la Reconocida escritora Matilde Espinosa, por más de 40 años dedicados a la poesía y como precursora de la poesía social en Colombia, Bogotá 1998; Homenaje Encuentro Interamericano de Poesía “Ciudad de Popayán”, organizado por la Alcaldía y Secretaría de Educación y Cultura, Popayán, 1998.